# 派恩里弗鎮區 (明尼蘇達州卡斯縣)
派恩里弗鎮區（英語：Pine River Township）是位於美國明尼蘇達州卡斯縣的一個行政鎮區。

## 地方資料
派恩里弗鎮區的面積為93.20平方千米，當中陸地面積為90.30平方千米，而水域面積為2.90平方千米。根據2020年美國人口普查的數據，當地共有人口1186人，而人口密度為每平方千米12.73人。